# Pálmonostora
Pálmonostora – wieś i gmina w środkowej części Węgier, w pobliżu miasta Kiskunfélegyháza. Gmina Pálmonostora liczy 1797 mieszkańców (styczeń 2011) i zajmuje obszar 53,28 km².

## Położenie
Miejscowość leży na obszarze Wielkiej Niziny Węgierskiej, w komitacie Bács-Kiskun, w powiecie Kiskunfélegyháza.